# Tridacna derasa
Tridacna derasa е вид мида от семейство Сърцевидки (Cardiidae). Възникнал е преди около 5,33 млн. години по времето на периода неоген. Видът е уязвим и сериозно застрашен от изчезване.

## Разпространение и местообитание
Разпространен е в Австралия, Индонезия, Нова Каледония, Палау, Папуа Нова Гвинея, Соломонови острови, Тонга, Фиджи и Филипини. Внесен е в Американска Самоа, Маршалови острови, Микронезия и Острови Кук.
Вероятно е изчезнал в Гуам и Северни Мариански острови.
Среща се на дълбочина от 1 до 1,5 m, при температура на водата от 28,6 до 26,4 °C и соленост 33,7 – 34,4 ‰.